# ۱۲ مارافسای
۱۲ مارافسای یک ستاره است که در صورت فلکی مارافسای قرار دارد.